# Шерисе
Шерисе (фр. Chérisay) је насељено место у Француској у региону Лоара, у департману Сарт.
По подацима из 2011. године у општини је живело 315 становника, а густина насељености је износила 39,87 становника/km².

## Демографија
| 1962. | 1968. | 1975. | 1982. | 1990. | 2011. |
| ----- | ----- | ----- | ----- | ----- | ----- |
| 255   | 216   | 210   | 233   | 242   | 315   |